# Bengt Alsterlind
Bengt Christer Alsterlind, född 8 april 1943 i Karlstad i Värmland, är en svensk journalist och programledare. Alsterlind var verksam vid Sveriges Television i Karlstad och har lett TV-program som Solsta Café, Sveriges magasin, Vi i femman och Videotips från veboa, samt inte minst det populära barn- och sommarprogrammet Hajk.
Han växte upp i Kil. Alsterlind är gift och har två vuxna barn.
Alsterlind har även varit redaktör för Landet runt, och gick i pension från Sveriges Television 2010, men gick då till Kanal 12. Han medverkade även som speaker i programmet Boston Tea Party på Kanal 5.
År 2003 spelade han Gunnar i Ulf Malmros film Smala Sussie.
Från 5 maj 2012 är Alsterlind hedersledamot av Värmlands nation i Uppsala.
Bengt Alsterlind och Lotta Tejle spelar grannar till Mia Skäringers karaktär Anette i TV-serien Ack Värmland.

## Hajk
Första säsongen av Hajk leddes av Ulf Schenkmanis, men från och med andra säsongen var Alsterlind programledare ända tills att programmet lades ner 2003.
Förutom den ovanliga hälsningsfrasen "Tjipp!", använde Alsterlind en särskild sorts påor i programmet. Två av hans egna favoriter är "Nu ska vi prata om djur, men inte vilka djur som helst, utan vi ska prata om Eurythmics" och "Nu ska vi prata om timmer, men inte om vilka timmer som helst, utan om fruntimmer".
En annan klassisk påa, "Nu ska vi prata om hästar, men inte vilka hästar som helst, utan flodhästar", är dock inte från Alsterlind själv, utan från en parodi i en revy.

## Filmografi
- 1972 – Hajk (TV-serie)
- 1982 – Solsta Café (TV-serie)
- 2003 – Smala Sussie
- 2010 – Boston Tea Party (TV-serie)
- 2015 – Ack Värmland (TV-serie)
- 2017 – Ack Värmland (TV-serie)